# Estado de Direito Ambiental
O Estado de Direito Ambiental é de conceituação abstrata, ficta, quase utópica. Implica na existência de um Estado de Direito, cujas políticas sociais, econômicas e jurídicas viabilizem uma situação de sustentabilidade, na busca de uma harmonia entre exploração de recursos naturais, respeito à dignidade humana e preservação do meio ambiente.
A consecução de um Estado de Direito Ambiental implica na imposição de uma maior conscientização ambiental em todo o planeta, com uma sociedade mais engajada e maior participação do Estado em conjunto com empresas e comunidade. Embora nossa legislação ambiental seja considerada bastante avançada, a falha se encontra na fiscalização e concretização de normas. Nos ensinamentos do Professor Boaventura de Sousa Santos, o Estado de Direito Ambiental é, na realidade, uma utopia democrática, porque a transformação a que aspira pressupõe a repolitização da realidade e o exercício radical da cidadania individual e coletiva, incluindo nela uma Carta dos direitos humanos da natureza.